# Barnens brevlåda
Barnens brevlåda var ett svenskt radioprogram för barn som började sändas 11 september 1925 och kom att bli mycket långlivat. Programmet lades ned 1972 och hade då sänts hela 1 785 gånger. Programledare under hela eran var Sven Jerring, som blev Farbror Sven med hela svenska folket.
Den 14 november 1999 slogs det rekordet av radioprogrammet Smoke Rings, som då sändes för 1 786:e gången, som tidernas långkörare i SR.
I Barnens brevlåda medverkade barn, både brevledes och som gäster i studion där de sjöng, spelade instrument eller berättade något. Många artister gjorde sitt första framträdande hos "Farbror Sven". Under 1925 debuterade bland andra Sickan Carlsson och Birgit Tengroth i programmet, där även Alice Babs och Pekka Langer deltagit. En återkommande figur var Efraim Alexander, en påhittad person som Jerring själv framställde med förvrängd röst.
Lokala varianter av programmet fanns också i Norrbotten, där Bodens rundradio från 1926 sände under ledning av Farbror Totta, Torsten Svensson, och i Malmö, där programledaren kallade sig Farbror Kalle, i verkligheten polismästare Yngve Schaar.